# Louis Bottu
Louis Bottu fut un avocat à Lassay-les-Châteaux au XVIIIe siècle, auteur de plusieurs communications au Journal de Verdun.

## Biographie
Il se fait connaître au rédacteur du Journal historique de Verdun par une lettre qui contenait des observations critiques sur l'écrit anonyme du Père Bougeant, intitulé : Amusement philosophique sur le langage des bêtes ; Paris, 1739, in-12. Le Père Bougeant ayant sur ses entrefaites désavoué son ouvrage, les observations de L. Bottu ne furent pas publiées.
Dans le numéro du Journal de Verdun du mois d'avril 1745, une autre lettre est adressée par l'avocat de Lassay au rédacteur de ce journal. Elle concerne une dissertation de Gilbert sur l'étymologie du nom des Français et sur l'origine des Germains.
Au mois de décembre 1755, il faitt une autre communication au même journal. Un rédacteur de ce journal avait disserté, en juillet 1775, sur une thèse qui avait été posée, mais non résolue, par Boucher d'Argis, dans ses Règles pour former un avocat. Bottu traita de nouveau la question, sur laquelle l'auteur de l'article de juillet ne lui semblait pas s'être exprimé en des termes satisfaisants. Jamais, suivant Bottu, les femmes n'ont été légalement admises à remplir la fonction d'avocat. Pour Hauréau, Bartole avait raison.
Dans le numéro du Journal de Verdun de décembre 1757, Dreux du Radier avait énoncé quelques conjectures sur l'étymologie du mot Pictones (Poitevins), qu'il avait fait dériver de picta, pic, outil ou fer pointu et convexe, servant à la guerre et à la culture. Dans un article inséré au numéro d'avril 1758, Bottu se déclara peu satisfait des explications fournies par Dreux du Radier à l'appui de ses conjectures et s'efforça d'établir que les Poitevins ayant la même origine que les Bretons insulaires, Picti et Pictones, Brithi et Britones étaient différentes formes du même nom.
Ansart a reproduit dans sa Bibliothèque littéraire la meilleure part des derniers articles publiés par Bottu dans le Journal de Verdun.

## Source partielle
- Barthélemy Hauréau, Histoire litteraire du Maine, volume 1